# 939년

## 연호
- 후진(後晉) 천복(天福) 4년
- 요(遼) 회동(會同) 2년
- 일본(日本) 덴교(天慶) 2년
- 남한(南漢) 대유(大有) 12년
- 민(閩) 통문(通文) 4년 / 영륭(永隆) 원년
- 후촉(後蜀) 광정(廣政) 2년
- 남당(南唐) 승원(昇元) 3년

## 기년
- 후진(後晉) 고조(高祖) 4년
- 요(遼) 태종(太宗) 13년
- 고려(高麗) 태조(太祖) 22년

## 사건
- 백두산 대폭발.[1]
- 일본 간토에서 다이라노 마사카도가 세력화.

## 탄생
- 11월 20일 - 북송의 2대 황제 송 태종.

## 사망
- 고려(高麗)의 무신(武臣) 공직(龔直)